# Marin Mustață
Marin Mustață (1954-2007) fue un deportista rumano que compitió en esgrima, especialista en la modalidad de sable. Participó en tres Juegos Olímpicos de Verano entre los años 1976 y 1984, obteniendo dos medallas, bronce en Montreal 1976 y bronce en Los Ángeles 1984.

## Palmarés internacional
| Juegos Olímpicos | Juegos Olímpicos             | Juegos Olímpicos  | Juegos Olímpicos  |
| Año              | Lugar                        | Medalla           | Prueba            |
| ---------------- | ---------------------------- | ----------------- | ----------------- |
| 1976             | Montreal (Canadá)            | Medalla de bronce | Sable por equipos |
| 1984             | Los Ángeles (Estados Unidos) | Medalla de bronce | Sable por equipos |